# Bischofswiesen
Bischofswiesen là một đô thị ở huyện Berchtesgadener Land bang Bayern nước Đức. Đô thị Bischofswiesen có diện tích 34,46 km², dân số thời điểm ngày 31 tháng 12 năm 2006 là 7482 người.